# AMX-VCI
AMX-VCI (фр. Véhicule de Combat d'Infanterie — боевая машина пехоты) — один из многих вариантов французского легкого танка AMX-13. AMX-VCI был основным бронетранспортером (БТР) французской армии вплоть до его замены AMX-10P.

## История
Первые прототипы появились в 1955 г., к 1957 г. налажено серийное производство машин в Руане. Произведено около 3000 ед. с 1957 года, изначально производился как AMX-13 VTT (фр. véhicule de transport de troupe — бронетранспортер), который транспортировал 10 пехотинцев и был вооружён 7,5-мм пулемётом АА-52 или 12,7-мм станковым пулемётом Браунинг M2. В последних версиях пулемёт заменялся на башенку с 20-мм автоматической пушкой, что позволяло рассматривать AMX-VCI как раннюю версию БМП.

## Варианты
Сам по себе AMX-13 VCI является основой для множества машин:
- AMX-VTP: первичный вариант AMX-VCI со станковым пулемётом.
- AMX-VTT (AMX-VCI): БТР с башенкой GIAT, оснащённой пулемётом.
- AMX-LT: основанная на БТР машина контроля огня артиллерии
- AMX-PC: командно-штабная машина (КШМ)
- AMX-VCA: машина поддержки для AMX-13 F3 AM
- AMX-VCG: боевая инженерная машина
- AMX-VCI 12.7: версия с 12,7-мм крупнокалиберным пулемётом, используемая Францией и Нидерландами
- AMX-VCI M-56: версия с 20-мм автоматической пушкой
- AMX-VCPM de 81: основанный на БТР вариант с 81-мм миномётом
- AMX-VCPM de 120: основанный на БТР вариант с 120-мм гаубицей
- AMX-VCTB (Vehicule Chenillé Transport Blessés) бронированная медицинская машина (БММ)
- AMX-VTT avec tourelle NA2: оснащён ATGM
- AMX-VTT ROLAND: Roland SPAAML
- AMX-VTT Version 1987: модернизированная версия с множественными улучшениями
- AMX-VTT with Minotaur Mine System: версия, оборудованная миноукладчиком Минотавр
- AMX-13 RATAC: версия, оснащённая системой радарного наземного наблюдения RATAC
- AMX DOZER: версия оснащённая бульдозерным лезвием

- AMX-13 VCPC: вариант AMX-13 VCI для аргентинской армии
- AMX-13 mod.56 VCI: бельгийская версия, оснащённая пулемётом Браунинг калибра .30, монтированным в башню CALF38
- AMX-13 mod.56 [81 мм гаубица]: бельгийская версия с 81-мм гаубицей
- AMX-13 mod.56 [командный пост]: бельгийская версия
- AMX-13 mod.56 [ENTAC ATGM]: бельгийская версия с системой запуска ракет ENTAC
- AMX-13 mod.56 [транспортёр]: бельгийская версия
- AMX-VTT TOW: немецкая версия, оснащённая ПТРК TOW
- AMX-GWT (GeWonden Transport): голландский вариант AMX-VCTB
- DNC-1: мексиканский вариант, модернизированный дизельным двигателем и 20-мм пушкой, усовершенствованной SEDENA.

## История боевого применения
В общей сложности 30 AMX-VCI по сообщениям были доставлены вооружённым силам Ливана в мае 1983, часть из них была изъята повстанцами про-израильской Армии Южного Ливана (АЮЛ) в феврале 1984 после поражения ливанского правительства силами шиитов и ополчением друзов. Захваченные AMX-VCI были быстро введены в эксплуатацию АЮЛ, и использовались вплоть до распада милиции в результате вывода израильских сил в апреле 2000 г. AMX-VCI были усовершенствованы американскими безоткатными 106 мм орудиями М-46, и были впоследствии использованы лояльными генералу вооружённых сил Ливана Мишелю Наим Ауну войсками в сражениях против его христианских противников, принадлежавших ливанским силам, в восточном Бейруте в феврале 1990.

## Операторы
- Аргентина — 41 ед.[3]
- Бельгия: в бельгийской армии AMX-VCI является заменой для М75 АРС: AMX-13 mod.56 VTT (305 ед.), AMX-13 mod.56 PC (72 ед.), AMX-13 mod.56 Cargo (58 ед.), AMX-13 mod.56 Mor (90 ед.), AMX-13 mod.56 MILAN (86 ед.) и AMX-13 mod.56 ENTAC (30 ед.). Заменены M113A1-B и AIFV-B[4]
- Венесуэла — 25 AMX-VCI, 12 AMX-PC, 8 AMX-VCTB и некоторое количество AMX-VCPM de 81, по состоянию на 2013 год.[5] В 1973—1974 годах из Франции поставлено 68 AMX-VCI и 6 AMX-VCPM de 81.[6]
- Кипр: VTT/VCA и командно-штабная машина на вооружении национальной гвардии республики Кипр
- Франция: заменены AMX-10P
- Индонезия: ок. 200 ед.
- Ливан — на вооружении Ливанской армии, полученные от ВС Франции в период 1983—1990
- Мексика — 409 ед.
- Нидерланды
- Судан
- ОАЭ

### Негосударственные операторы
- Армия свободного Ливана
- Арабская армия Ливана
- Армия Южного Ливана